# 45. Arany Málna-gála
A 45. Arany Málna-díjkiosztón (Razzies) – az Oscar-díj paródiájaként – az amerikai filmipar által 2024-ben gyártott, illetve az Amerikai Egyesült Államokban bemutatott legrosszabb filmeket, illetve azok alkotóit díjazták.
A több mint 900 egyesült államokbeli és külföldi filmrajongó, kritikus, újságíró és filmes szakember G.R.A.F.-tag  jelölése alapján összeállított végleges listát eredetileg január 18-án, a 2025. évi Oscarra jelöltek bejelentése előtti napon hozták volna nyilvánosságra, azonban ez utóbbi többszöri halasztását követően a Razzies-jelöltek listája végül január 21-én jelent meg.
A jelölések nem okoztak meglepetést; a közönség esélylatolgatásában az alkotások mindegyike az élmezőnybe tartozott. Hét jelölésével kiemelkedett a sorból Todd Phillips zenés pszichothrillerje, a Joker: Kétszemélyes téboly, az öt évvel korábban készített Joker folytatása. Hat-hat jelölésükkel ugyancsak az élbolyban végzett a Borderlands, a Madame Web, valamint Francis Ford Coppola Megalopolisza és az egykori sportriporter, majd a többnyire mellékszerepekben foglalkoztatott hollywoodi színészből lett politikus és amerikai elnök életútjáról készített Reagan.
A „győztesek” kihirdetésére végül is nem a 97. Oscar-gálát megelőző napon, hanem még egy nappal korábban, február 28-án került sor. A legrosszabb film és további két kategória „megnyerésével” végzett az első helyen a Madame Web, két-két „elismerést” kapott a Cukormáz nélkül, az új Joker-eposz és a Megalopolisz.
Az olasz származású ötszörös Oscar-díjas filmrendező, forgatókönyvíró és producer Coppola, akinek ez évben a legrosszabb rendező díját ítélték, azonnal csatlakozott azon sztárok sorához, akik hajlandóak átvenni a „4,97 dolláros díjat”. Már a kihirdetés napján 'büszkeség' emodzsival ünnepelte az Instagramon „megtiszteltetését”, többek között ezt írva: „Nagyon örülök, hogy oly sok fontos kategóriában vehetem át a Razzie-díjat a Megalopoliszért, és annak a megkülönböztető megtiszteltetésnek, hogy a legrosszabb rendezésért, forgatókönyvért és legrosszabb filmért jelöltek egy olyan időszakban, amikor keveseknek van bátorságuk szembe menni a kortárs filmgyártás uralkodó trendjeivel! ... Ebben a mai romos világban, ahol a MŰVÉSZET pontozásra kerül, mintha professzionális birkózásról lenne szó, úgy döntöttem, hogy NEM követem azokat a zsigermentes szabályokat, amelyeket egy olyan iparág határoz meg, amely annyira retteg a kockázatoktól, hogy a rendelkezésére álló nagy számú fiatal tehetség ellenére nem készíthet olyan filmeket, amelyek 50 év múlva is relevánsak és élők lesznek.”

## Az Arany Málna-szezon menetrendje
A díjátadó menetrendjét 2024. december 31-én hozták nyilvánosságra.
| Dátum             | Esemény                                                   |
| ----------------- | --------------------------------------------------------- |
| 2025. január 1.   | A jelöltek kiválasztásának megkezdése e-mailen keresztül. |
| 2025. január 11.  | A jelöltekről történő szavazás lezárása.                  |
| 2025. január 21.  | A jelöltek bejelentése.                                   |
| 2025. február 23. | A végső szavazás lezárása.                                |
| 2025. február 28. | A 45. Arany Málna díjak „nyerteseinek” bejelentése.       |
| 2025. március 2.  | A 96. Oscar-gála.                                         |

## „Díjazottak” és Jelöltek
| „Győztes” |

| Kategória | „Győztesek” és Jelöltek              |
| --- | ------------------------------------ |
| Legrosszabb film |                                      |
| Madame Web, producer: Lorenzo di Bonaventura (Columbia Pictures, Marvel Entertainment, Di Bonaventura Pictures)                                                                                             |                                      |
| Borderlands, producer: Ari Arad, Avi Arad, Erik Feig (Media Capital Technologies, Arad Productions, Picturestart, Gearbox Studios, 2K)                                                                      |                                      |
| Joker: Kétszemélyes téboly, producer: Todd Phillips, Emma Tillinger Koskoff, Joseph Garner (Bron Creative, Warner Bros. Pictures, DC Studios, Sikelia Productions, Village Roadshow Pictures, Joint Effort) |                                      |
| Megalopolisz, producer: Barry Hirsch, Fred Roos, Michael Bederman, Francis Ford Coppola (American Zoetrope, Caesar Film LLC)                                                                                |                                      |
| Reagan, producer: Mark Joseph (Alluwee Productions, MJM Entertainment, Rawhide Pictures) |                                      |
| Legrosszabb előzményfilm, remake, koppintás vagy folytatás |                                      |
| Joker: Kétszemélyes téboly, producer: Todd Phillips, Emma Tillinger Koskoff, Joseph Garner (Bron Creative, Warner Bros. Pictures, DC Studios, Sikelia Productions, Village Roadshow Pictures, Joint Effort) |                                      |
| A holló, producer: Edward R. Pressman, Samuel Hadida, Victor Hadida, John Jencks, Molly Hassell (Lionsgate, Pressman Film, Media Capital Technologies)                                                      |                                      |
| Kraven, a vadász, producer: Avi Arad, Matt Tolmach (Columbia Pictures, Marvel Entertainment, Arad Productions, Matt Tolmach Productions)                                                                    |                                      |
| Mufasa: Az oroszlánkirály, producer: Adele Romanski, Mark Ceryak (Walt Disney Pictures) |                                      |
| Rebel moon – 2. rész: A sebejtő, producer: Zack Snyder, Deborah Snyder, Wesley Coller, Eric Newman (Grand Electric, The Stone Quarry)                                                                       |                                      |
| Legrosszabb férfi főszereplő |                                      |
| Jerry Seinfeld – Cukormáz nélkül, mint Bob Cabana |                                      |
| Jack Black – Kedves Télapó, mint Sátán / „Santa Claus” |                                      |
| Zachary Levi – Harold és a varázsceruza, mint Harold |                                      |
| Joaquin Phoenix – Joker: Kétszemélyes téboly, mint Arthur Fleck / Joker |                                      |
| Dennis Quaid – Reagan, mint Ronald Reagan |                                      |
| Legrosszabb női főszereplő |                                      |
| Dakota Johnson – Madame Web, mint Cassandra Webb |                                      |
| Cate Blanchett – Borderlands, mint Lilith |                                      |
| Bryce Dallas Howard – Argylle: A szuperkém, mint Elly Conway |                                      |
| Lady Gaga – Joker: Kétszemélyes téboly, mint Harley "Lee" Quinzel |                                      |
| Jennifer Lopez – Atlas, mint Atlas Shepherd |                                      |
| Legrosszabb férfi mellékszereplő |                                      |
| Jon Voight – Megalopolisz, Reagan, Shadow Land és Strangers, mint Hamilton Crassus III, Viktor Petrovich, Robert Wainwright és Richard (ebben a sorrendben)                                                 |                                      |
| Jack Black – Borderlands, mint Claptrap (csak a hangja) |                                      |
| Kevin Hart – Borderlands, mint Roland Greaves |                                      |
| Shia LaBeouf – Megalopolisz, mint Clodio Pulcher |                                      |
| Tahar Rahim – Madame Web, mint Ezekiel Sims |                                      |
| Legrosszabb női mellékszereplő |                                      |
| Amy Schumer – Cukormáz nélkül, mint Marjorie Post |                                      |
| Ariana DeBose – Argylle: A szuperkém és Kraven, a vadász, mint Keira, illetve Calypso Ezili |                                      |
| Lesley-Anne Down – Reagan, mint Margaret Thatcher |                                      |
| Emma Roberts – Madame Web, mint Mary Parker |                                      |
| FKA Twigs – A holló, mint Shelly Webster |                                      |
| Legrosszabb filmes páros |                                      |
| Joaquin Phoenix & Lady Gaga – Joker: Kétszemélyes téboly |                                      |
| A Megalopolisz teljes szereplőgárdája |                                      |
| Bármely két kellemetlen karakter (de különösen Jack Black) – Borderlands |                                      |
| Bármelyik két vicces „komikus színész” – Cukormáz nélkül |                                      |
| Dennis Quaid & Penelope Ann Miller (mint „Ronny & Nancy”) – Reagan |                                      |
| Legrosszabb rendező |                                      |
| Francis Ford Coppola – Megalopolisz |                                      |
| S. J. Clarkson – Madame Web |                                      |
| Todd Phillips – Joker: Kétszemélyes téboly |                                      |
| Eli Roth – Borderlands |                                      |
| Jerry Seinfeld – Cukormáz nélkül |                                      |
| Legrosszabb forgatókönyv |                                      |
| Madame Web – írta: Matt Sazama, Burk Sharpless, Claire Parker és S. J. Clarkson; Kerem Sanga, Matt Sazama és Burk Sharpless ötletéből a DC Comics karakterei alapján                                        |                                      |
| Joker: Kétszemélyes téboly – írta: Scott Silver és Todd Phillips a DC Comics karakterei alapján |                                      |
| Kraven, a vadász – írta: Art Marcum, Matt Holloway és Richard Wenk; Richard Wenk ötletéből a DC Comics karakterei alapján                                                                                   |                                      |
| Megalopolisz – írta: Francis Ford Coppola |                                      |
| Reagan – írta: Howard Klausner, Paul Kengor: The Crusader: Ronald Reagan és the Fall of Communism könyve alapján                                                                                            |                                      |
| Arany Málna-megváltó díj | Pamela Anderson – Az utolsó táncosnő |
| Arany Málna-megváltó díj | Megan Fox – A szer                   |
| Arany Málna-megváltó díj | Demi Moore – A szer                  |

### A kategóriákban előforduló filmek
| Jelölés | Díj | Magyar cím                      | Eredeti cím                  |
| ------- | --- | ------------------------------- | ---------------------------- |
| 7       | 2   | Joker: Kétszemélyes téboly      | Joker: Folie à Deux          |
| 6       | 3   | Madame Web                      | Madame Web                   |
| 6       | 2   | Megalopolisz                    | Megalopolis                  |
| 6       | 0   | Borderlands                     | Borderlands                  |
| 6       | 0   | –––                             | Reagan                       |
| 4       | 2   | Cukormáz nélkül                 | Unfrosted                    |
| 3       | 0   | Kraven, a vadász                | Kraven the Hunter            |
| 2       | 0   | A holló                         | The Crow                     |
| 2       | 0   | Argylle: A szuperkém            | Argylle                      |
| 1       | 0   | Atlas                           | Atlas                        |
| 1       | 0   | Harold és a varázsceruza        | Harold and the Purple Crayon |
| 1       | 0   | Kedves Télapó                   | Dear Santa                   |
| 1       | 0   | Mufasa: Az oroszlánkirály       | Mufasa: The Lion King        |
| 1       | 0   | Rebel moon – 2. rész: A sebejtő | Rebel Moon 2: The Scargiver  |